# マハーカッチャーナ賢善一喜経
『マハーカッチャーナ賢善一喜経』（マハーカッチャーナけんぜんいっききょう、巴: Mahākaccāna-bhaddekaratta-sutta, マハーカッチャーナ・バッデーカラッタ・スッタ）とは、パーリ仏典経蔵中部に収録されている第133経。『大迦旃延一夜賢者経』（だいかせんえんいちやけんじゃきょう）、『温泉林天経』（おんせんりんてんきょう）とも。
類似の伝統漢訳経典としては、『中阿含経』（大正蔵26）の第165経「温泉林天経」がある。
マハーカッチャーナ（大迦旃延）が、比丘たちに、「吉祥なる一日（一夜）の賢者」の教説を説く。

## 構成

### 登場人物
- サミッディ（三弥提/三弥離提） --- 比丘
- 釈迦
- マハーカッチャーナ（大迦旃延） --- 比丘

### 場面設定
ある時、釈迦は、ラージャガハ（王舎城）のタポーダーラーマ（温泉精舎）に滞在していた。
比丘サミッディが夜明けに温泉に行くと、一人の神が現れ、「吉祥なる一日（一夜）の賢者」の教説を思い出せるか問う。サミッディが思い出せないと言うとその神も思い出せないがそれは梵行の基礎となる重要なものであると言い残して消える。
サミッディは釈迦の元へ行き、「吉祥なる一日（一夜）の賢者」の教説について尋ねる。釈迦は比丘たちに「吉祥なる一日（一夜）の賢者」の教説を詩句を以て説く。
釈迦が去った後、その詳細な内容が理解できないかった比丘たちは、マハーカッチャーナ（大迦旃延）に尋ね、それを説明してもらう。
その話を聞いた釈迦はマハーカッチャーナ（大迦旃延）を讃える。
比丘たちは歓喜する。

## 日本語訳
- 『南伝大蔵経・経蔵・中部経典4』（第11巻下） 大蔵出版
- 『パーリ仏典 中部（マッジマニカーヤ）後分五十経篇II』 片山一良訳 大蔵出版
- 『原始仏典 中部経典4』（第7巻） 中村元監修 春秋社